# Leonid Łabierko
Leonid Tarasowicz Łabierko, ros. Леонид Тарасович Лаберко (ur. ? w obwodzie witebskim, zm. w 1949 r.) – radziecki wojskowy (major), szef oddziału wywiadowczego sztabu 1 Partyzanckiej Dywizji Strzeleckiej „Dieduszka”, dowódca 3 Batalionu Oddziału Wojskowego Ochotników Wschodu, a następnie oficer Sił Zbrojnych Komitetu Wyzwolenia Narodów Rosji podczas II wojny światowej.
Od 1927 r. służył w Armii Czerwonej. Awansował do stopnia majora. Jesienią 1941 r. jego oddział wojskowy został okrążony przez Niemców i zniszczony. W tej sytuacji mjr L. T. Łabierko przeszedł do partyzantki. Po pewnym czasie utworzył oddział wywiadowczy sztabu 1 Partyzanckiej Dywizji Strzeleckiej „Dieduszka”. W terenie powstała podporządkowana mu sieć agenturalna. W lipcu 1942 r. mjr L. T. Łabierko przeszedł na stronę Niemców. W okupowanym Dorohobużu wstąpił ochotniczo do kolaboracyjnego Oddziału Wojskowego Ochotników Wschodu, na czele którego stał SS-Sonderführer Władimir A. Bischler. Dzięki jego informacjom ujawniono miejsca dyslokacji i magazyny części oddziałów partyzanckich, zaś wielu partyzantów zostało schwytanych i zabitych. Wkrótce objął dowództwo 3 Batalionu Oddziału. Za bojowe zasługi został odznaczony medalami dla "wschodnich" ochotników 2 i 3 klasy. Awansowano go do stopnia majora Wehrmachtu. W lutym 1943 r., kiedy w wyniku zeznań aresztowanej wywiadowczyni partyzanckiej z Dorohobuża SD zaczęła go podejrzewać o współpracę z partyzantami, wydał Niemcom archiwy oddziału wywiadowczego sztabu 1 Partyzanckiej Dywizji Strzeleckiej "Dieduszka". W 1944 r. wraz z oddziałem ewakuował się do Niemiec. Pod koniec 1944 r. wstąpił do Sił Zbrojnych Komitetu Wyzwolenia Narodów Rosji. Po zakończeniu wojny został wydany Sowietom. Po procesie skazano go na karę śmierci, wykonaną w 1949 r.